# ريك أرينغتون
ريك أرينغتون (بالإنجليزية: Rick Arrington)‏ هو لاعب كرة قدم أمريكية أمريكي، ولد في 26 فبراير 1947 في تشارلوت في الولايات المتحدة.

## وصلات خارجية
- ريك أرينغتون على موقع مرجع كرة القدم المحترفة.كوم (الإنجليزية)